# Соты (геометрия)

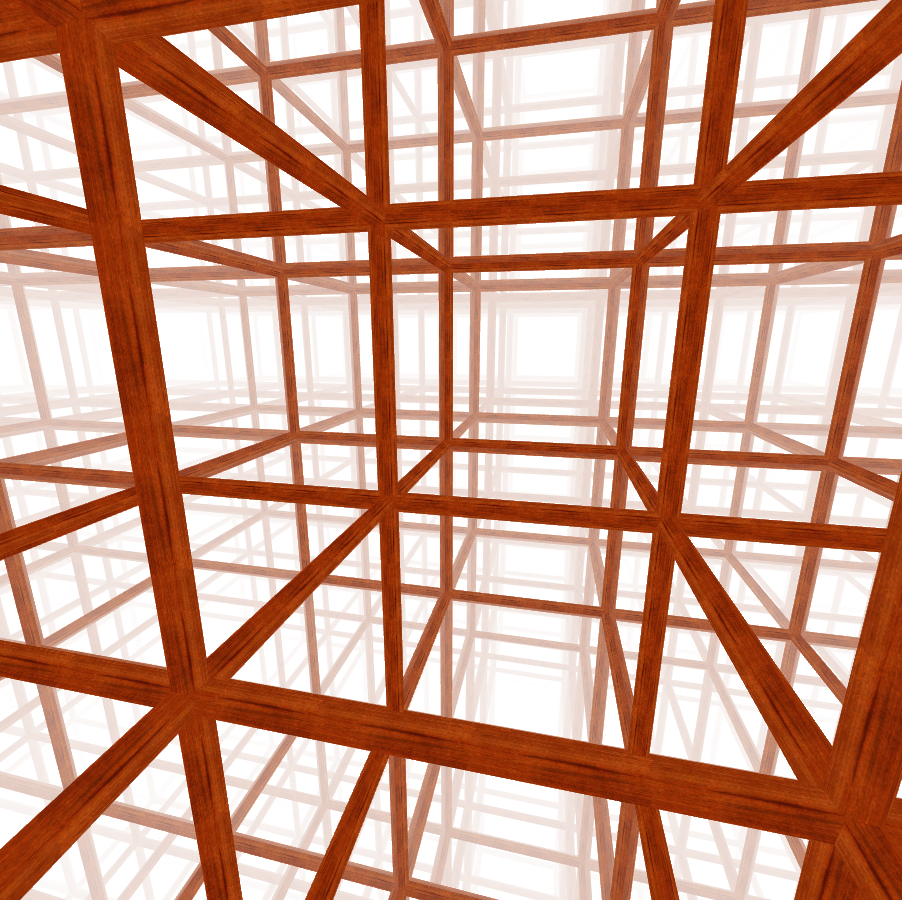
Кубические соты

Соты — это заполнение пространства непересекающимися многогранниками, при котором не остаётся незаполненного пространства. Это обобщение математического понятия мозаика или паркет на любую размерность.
Соты обычно рассматриваются в обычном евклидовом («плоском») пространстве. Их можно также построить в неевклидовых пространствах, например, гиперболические соты. Любой конечный однородный многогранник можно спроецировать на его описанную сферу, что даст однородные соты в сферическом пространстве.

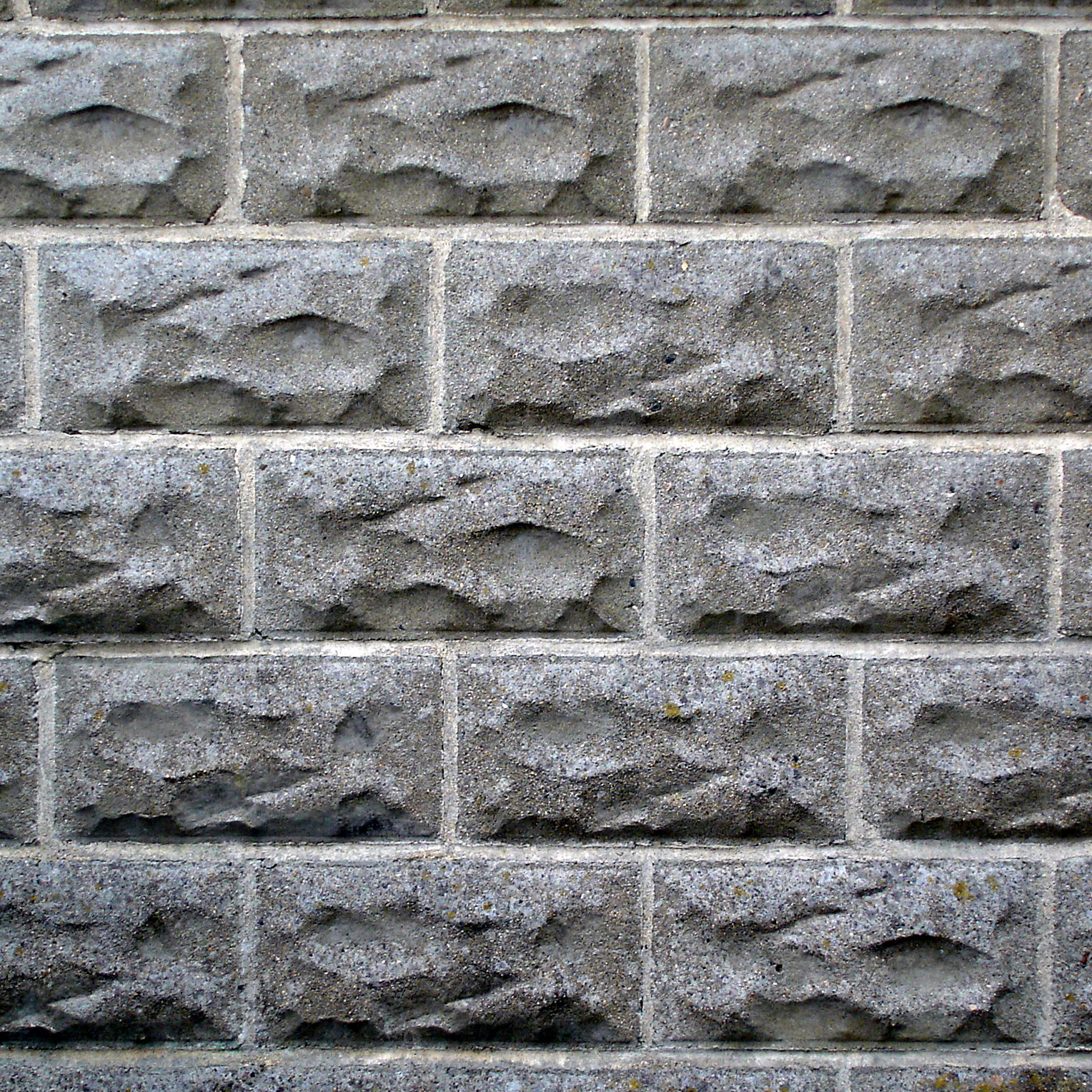
Можно заполнить пространство многоугольниками, которые не имеют общих вершин, например, с помощью кирпичной укладки. Такая укладка не является правильной мозаикой, поскольку углы лежат на сторонах соседнего многоугольника. Также и в правильных сотах, не должно быть рёбер или вершин, лежащих внутри (или частично на) грани. Заметим, что если мы интерпретируем каждый кирпич как шестиугольник, имеющий внутренний угол 180 градусов, мы можем принять такую укладку как правильную мозаику. Однако не все геометры принимают такие шестиугольники.

## Классификация
Существует бесконечно много сот и они могут быть классифицированы лишь частично. Наиболее правильные мозаики получают наибольший интерес, хотя богатый и широкий набор других мозаик открывается вновь и вновь.
Простейшие соты формируются из слоёв призм, построенных из паркетов на плоскости. В частности, копии любого параллелепипеда могут заполнить пространство, при этом кубические соты являются специальным случаем, поскольку только они образуют правильные соты в обычном (евклидовом) пространстве. Другим интересным примером служит тетраэдр Хилла и его обобщения, которые также образуют мозаику в пространстве.

### Однородные трёхмерные соты
Трёхмерные однородные соты — это соты в трёхмерном пространстве, составленные из однородных многогранников имеющих одинаковые вершины (то есть группа изометрий трёхмерного пространства, сохраняющая мозаику, является транзитивной на вершинах). Существует 28 примеров выпуклых мозаик в трёхмерном евклидовом пространстве, называемых также архимедовыми сотами.
Соты называются правильными, если группа изометрий, сохраняющая мозаику, действует транзитивно на флаги, где флаг — это вершина, лежащая на ребре, которое принадлежит грани (всё вместе). Любые правильные соты являются автоматически однородными. Однако существует всего один вид правильных сот в евклидовом трёхмерном пространстве — кубические соты. Двое сот являются квазиправильными (сделанными из двух типов правильных ячеек):
| Тип    | Кубические соты | Квазиправильные соты           |
| Ячейки | Кубические      | Октаэдральные и тетраэдральные |
| ------ | --------------- | ------------------------------ |
| Слой   |                 |                                |

Тетраэдрально-октаэдральные соты и повёрнутые тетраэдрально-октаэдральные соты состоят из слоёв, образованных 3-я или 2-я положениями тетраэдров и октаэдров. Бесконечное число уникальных сот можно получить путём разного чередования этих слоёв.

### Заполняющие пространство многогранники
О трёхмерных сотах, имеющих все ячейки идентичными, включая симметрию, говорят как о ячеечно-транзитивных или изохорных. Об ячейке таких сот говорят как о заполняющих пространство многогранниках.
Только пять заполняющих пространство многогранников могут заполнить 3-мерное евклидово пространство с использованием только параллельного переноса. Их называют параллелогранниками:
1. Кубические соты (или вариации: прямоугольный параллелепипед, ромбический шестигранник или параллелепипед);
2. Шестиугольные призматические соты[3];
3. Ромбододекаэдральные соты[англ.];
4. Удлинённые додекаэдральные соты[англ.][4];
5. Соты из глубокоусечённых кубов[англ.][5].

| Кубические соты      | Шестиугольные призматические соты | Ромбододекаэдр | Удлинённый ромбододекаэдр | Усечённый октаэдр |
| Куб (параллелепипед) | Шестиугольная призма              | Ромбододекаэдр | Удлинённый додекаэдр      | Усечённый октаэдр |
|                      |                                   |                |                           |                   |
| 3 длины рёбер        | 3+1 длины рёбер                   | 4 длины рёбер  | 4+1 длины рёбер           | 6 длины рёбер     |

Другие известные примеры:
- Треугольные призматические соты.
- Однородные повёрнутые треугольные призматические соты
- Усечённые триакистетраэдральные соты[англ.]. Ячейки мозаики Вороного атомов углерода в алмазе имеют такой вид[6].
- Трапецеидально-ромбические додекаэдральные соты[англ.][7].
- Простые изоэдричечкие мозаики[8].

### Другие соты с двумя и более многогранниками
Иногда два и более различных многогранника можно скомбинировать, чтобы заполнить пространство. Хорошо известным примером служит структура Уэйра-Фелана, заимствованная из структуры кристаллов клатратного гидрата.

Структура Уэйра-Фелана (с двумя типами ячеек)

### Невыпуклые трёхмерные соты
Документированные примеры редки. Можно различить два класса:
- невыпуклые ячейки, упакованные без наложения, аналогично мозаикам из вогнутых многоугольников; они включают упаковку[англ.] малые звёздчатые ромбические додекаэдры[англ.] как в кубе Ёсимото;
- мозаики с наложением ячеек, при котором положительные и отрицательные плотности «уничтожаются» с образованием однородного по плотности континуума, аналогично мозаикам с наложением на плоскости.

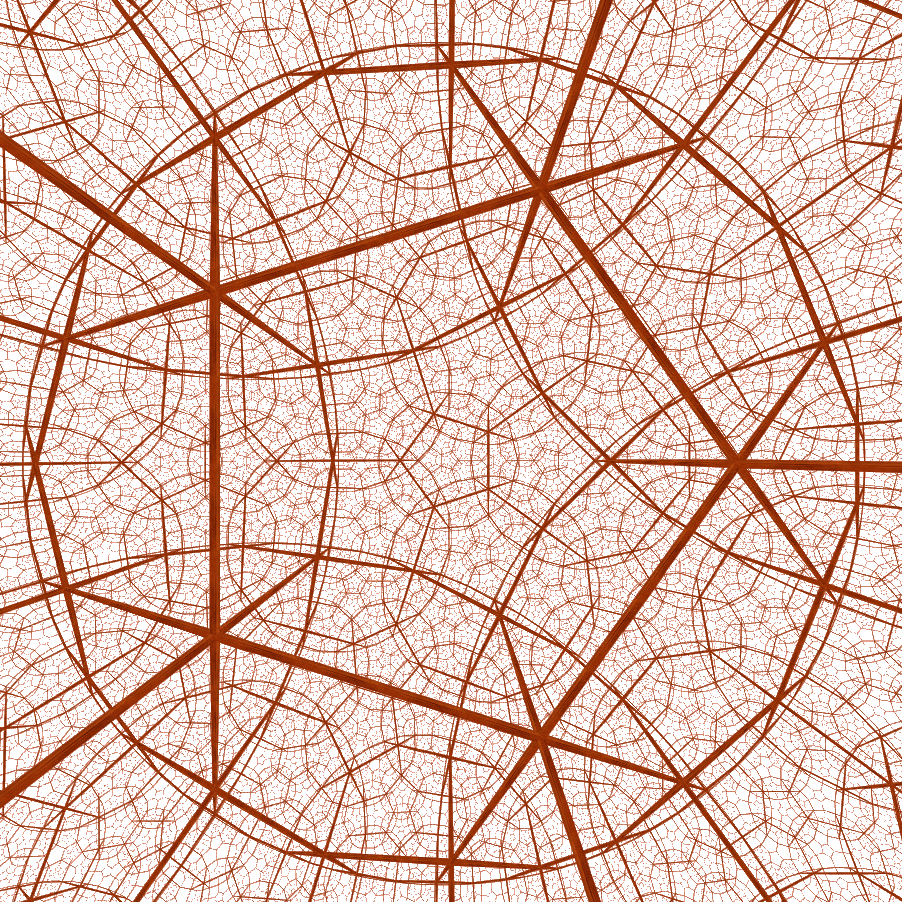
Додекаэдральные соты порядка 4 в гиперболическом пространстве

### Гиперболические соты
В трёхмерном гиперболическом пространстве двугранный угол многогранника зависит от размера многогранника. Правильные гиперболические соты включают два вида с четырьмя или пятью додекаэдрами, имеющими общие рёбра. Их двугранные углы тогда будут π/2 и 2π/5, оба меньше, чем у евклидова додекаэдра. За исключением этого эффекта гиперболические соты удовлетворяют тем же ограничениям, что и евклидовы соты и многогранники.
Исследованы 4 вида компактных правильных гиперболических сот и много однородных гиперболических сот.

## Двойственность сот в трёхмерном пространстве
Для любых сот имеются двойственные соты, которые могут быть получены обменом:
ячеек на вершины.
граней на рёбра.
Для правильных сот:
- Кубические соты самодвойственны.
- Соты, состоящие из октаэдров и тетраэдров, дуальны сотам из ромбических додекаэдров.
- Слоистые соты, полученные из однородных плоских мозаик, дуальны таким же, полученным из двойственных мозаик.
- Двойственные соты к остальным архимедовым сотам являются ячейно-транзитивными и описаны в статье Инчбальда[11].

## Самодвойственные соты
Соты могут быть самодвойственными. Все n-мерные гиперкубические соты с символами Шлефли {4,3n−2,4} самодвойственны.